# Digital Subscriber Line
DSL (anglicky Digital Subscriber Line) je technologie, která umožňuje využít stávající účastnické telefonní vedení pro vysokorychlostní přenos dat. Využívá telefonní rozvody kroucenou dvojlinkou nebo plochým nekrouceným kabelem. Jednotlivé typy DSL se liší v používaném frekvenčním pásmu, maximální rychlosti a dosahu. Obecně platí, že čím větší vzdálenost od ústředny nebo méně kvalitní vedení, tím nižší maximální dosažitelná rychlost. Soubor všech různých typů se označuje xDSL.

## Varianty DSL
Pro běžné domácí nasazení se obvykle využívá asymetrická varianta (ADSL), kde je vyšší přenosová rychlost ve směru k zákazníkovi (anglicky download) a nižší rychlost směrem od zákazníka (anglicky upload). Ve firemním prostředí se používají symetrické varianty, kde jsou obě rychlosti stejné.
Rozdělení služeb DSL:
V ČR se používají:
- ADSL - asymetrická linka, využívající měděné kroucené dvojlinky, sdílení s telefonní linkou, až 8/1 Mbit/s (teoretických) praxi spíše až 6 mbit/512 kbit
- ADSL2 - se v praxi již nepoužívá (i tak bylo rozšíření velmi malé)
- ADSL2+ - vylepšená verze ADSL2, až 24/1,4 Mbit/s (teoretických) v praxi se ve světě používá až 20 Mbit/768 kbit (v ČR až 16 Mbit/768 kbit)
- SHDSL - symetrická linka, max. 4,5 Mbit/s při použití 2 párů kroucené dvojlinky
- SHDSL.bis - vylepšená verze SHDSL, max. 5696 kbit/s na jednom páru, podpora až 4 párů
- VDSL2 - symetrická linka, max. 100 Mbit/s

Další varianty:
- SDSL - symetrická linka, max. 2,3 Mbit/s
- HDSL - symetrická linka, max. 4 Mbit/s při použití 2 párů kroucené dvojlinky
- VDSL - symetrická linka, max. 36 Mbit/s

Účastnická přípojka může být současně použita pro DSL i ISDN (podle Annex-B).
Přestože existovaly firmy, které nabízely „DSL po rozvodech kabelové televize“, například pod názvem CableDSL, o technologii DSL se nejednalo. Datové přenosy po kabelových rozvodech se nazývají DOCSIS.

## DSL v České republice
V České republice provozuje největší síť xDSL linek společnost CETIN (nástupce O2 Czech Republic). Tyto linky využívají standardu VDSL2 17a, přičemž od roku 2018 CETIN postupně zavádí na svých sítích také technologii VDSL2 35b, která je nejnovější aktualizací VDSL2 dle standardu ITU-T G.993.2 o frekvenčním plánu do 35 MHz, což umožní v pevné síti na krátkých přípojkách dosahovat rychlosti připojení až 350 Mbit/s. Tento frekvenční plán zároveň dovoluje bezproblémovou koexistenci s již používanými VDSL2 17a plány v přístupové síti společnosti.
Síť CETIN je v ČR neustále zrychlována prostřednictvím technologií vectoringu a bondingu. 
Vectoring byl v síti CETIN spuštěn v roce 2018 a tato technologie slouží k potlačení šumu způsobeného přeslechem na vzdáleném konci vedení (FEXT – Far End Crosstalk) mezi jednotlivými páry v kabelu. Každá linka v kabelu se chová tak, jako by byla v kabelu sama, a díky tomu tedy funguje s maximální rychlostí.
V roce 2020 CETIN nasadil do své sítě rovněž technologii bonding. Jde o logické spřažení dvou metalických DSL linek využívající VDSL2 17a technologii. Výsledkem je až dvojnásobné zrychlení stávajícího připojení nejen při downloadu, ale také při uploadu.
Pro zavedení technologie bondingu je zapotřebí mít vhodný DSL modem. Z tohoto důvodu poskytuje CETIN svým zákazníkům koncové zařízení s názvem Terminátor. Terminátor umožňuje spojení dvou linek DSL a tím zdvojnásobení přenosové rychlosti. Dostupnost bondingu na jednotlivých adresách lze zjistit na webu.
Během roku 2021 CETIN rozšířil nabídku bondingu a k původním rychlostním profilům z 20 Mb/s až na 50 Mb/s a z 50 Mb/s až na 100 Mb/s připojil také rychlostní profil z 100 Mb/s na až 250 Mb/s. Kromě rozšíření nabídky CETIN rovněž navýšil rychlosti uploadu u VDSL2 linek s rychlostí 20/2 Mb/s, které byly upgradovány na 20/5 Mb/s a VDSL2 linky 50/5 Mb/s, které nyní dosahují rychlosti uploadu 50/10 Mb/s. Od března roku 2022 CETIN zpřístupní tři nové symetrické tarify: 250/250 Mb/s, 500/500 Mb/s a 1000/500 Mb/s pro optické přípojky, díky kterým dojde k výraznému navýšení rychlosti uploadu.